# Oskar Hranilović von Czvetassin
Oskar Hranilović von Czvetassin (ur. w 1867, zm. 21 grudnia 1933 w Wiedniu) – generał major cesarskiej i królewskiej Armii.

## Życiorys
Szef Grupy Bałkańskiej w Biurze Ewidencyjnym. Od 1 listopada 1907 był attaché wojskowym w Sofii, a od 24 listopada 1911 attaché wojskowym w c. i k. Ambasadzie w Bukareszcie. 28 czerwca 1913 został mianowany na stopień pułkownika. 24 maja 1914 został szefem Biura Ewidencyjnego Sztabu Generalnego. 1 sierpnia 1914 został szefem Wydziału Informacyjnego Naczelnej Komendy Armii. Od 1 maja 1917 komendant 145 Brygady Piechoty. 8 czerwca 1917 został mianowany na stopień generała majora ze starszeństwem z 1 maja tego roku. Z dniem 1 stycznia 1919 został przeniesiony w stan spoczynku.

## Ordery i odznaczenia
W czasie służby w c. i k. Armii otrzymał:
- Krzyż Zasługi Wojskowej 2 klasy z dekoracją wojenną i mieczami,
- Order Korony Żelaznej 2. klasy z dekoracją wojenną i mieczami,
- Krzyż Rycerski Orderu Leopolda,
- Krzyż Oficerski Orderu Franciszka Józefa,
- Order Korony Żelaznej 3. klasy,
- Krzyż Zasługi Wojskowej 3 klasy z dekoracją wojenną i mieczami,
- Krzyż Zasługi Wojskowej 3 klasy,
- Srebrny Medal Zasługi Wojskowej na wstążce Krzyża Zasługi Wojskowej,
- Brązowy Medal Zasługi Wojskowej na wstążce Krzyża Zasługi Wojskowej,
- Brązowy Medal Zasługi Wojskowej na czerwonej wstążce,
- Krzyż za 25-letnią służbę wojskową dla oficerów,
- Złoty Medal Jubileuszowy Pamiątkowy dla Sił Zbrojnych i Żandarmerii,
- Krzyż Jubileuszowy Wojskowy[3].